# Корделин, Альфред
Альфред Корделин (фин. Alfred Kordelin; 6 ноября 1868, Раума, Великое княжество Финляндское, Российская империя — 7 ноября 1917, Моммила, Хаусъярви, Великое княжество Финляндское, Российская империя) — финский предприниматель и меценат.

## Биография

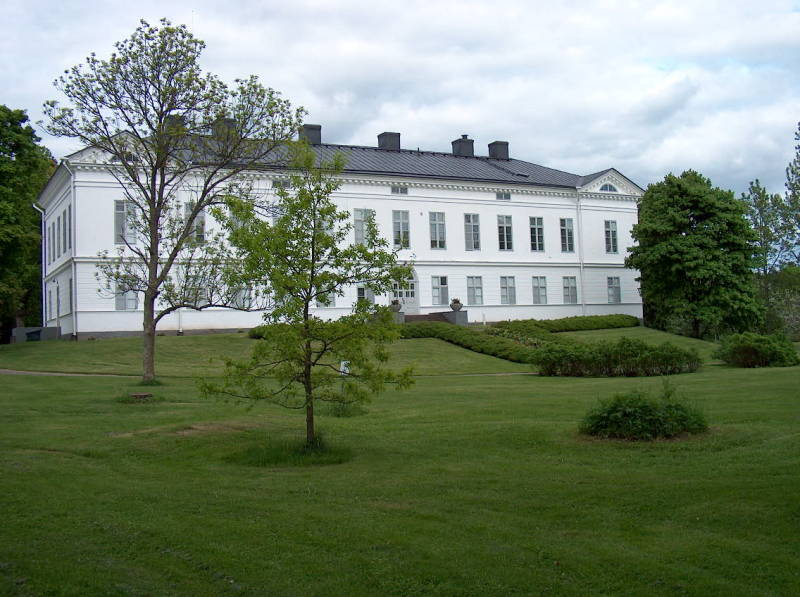
Усадьба Йокиойнен в Йокиойнене.

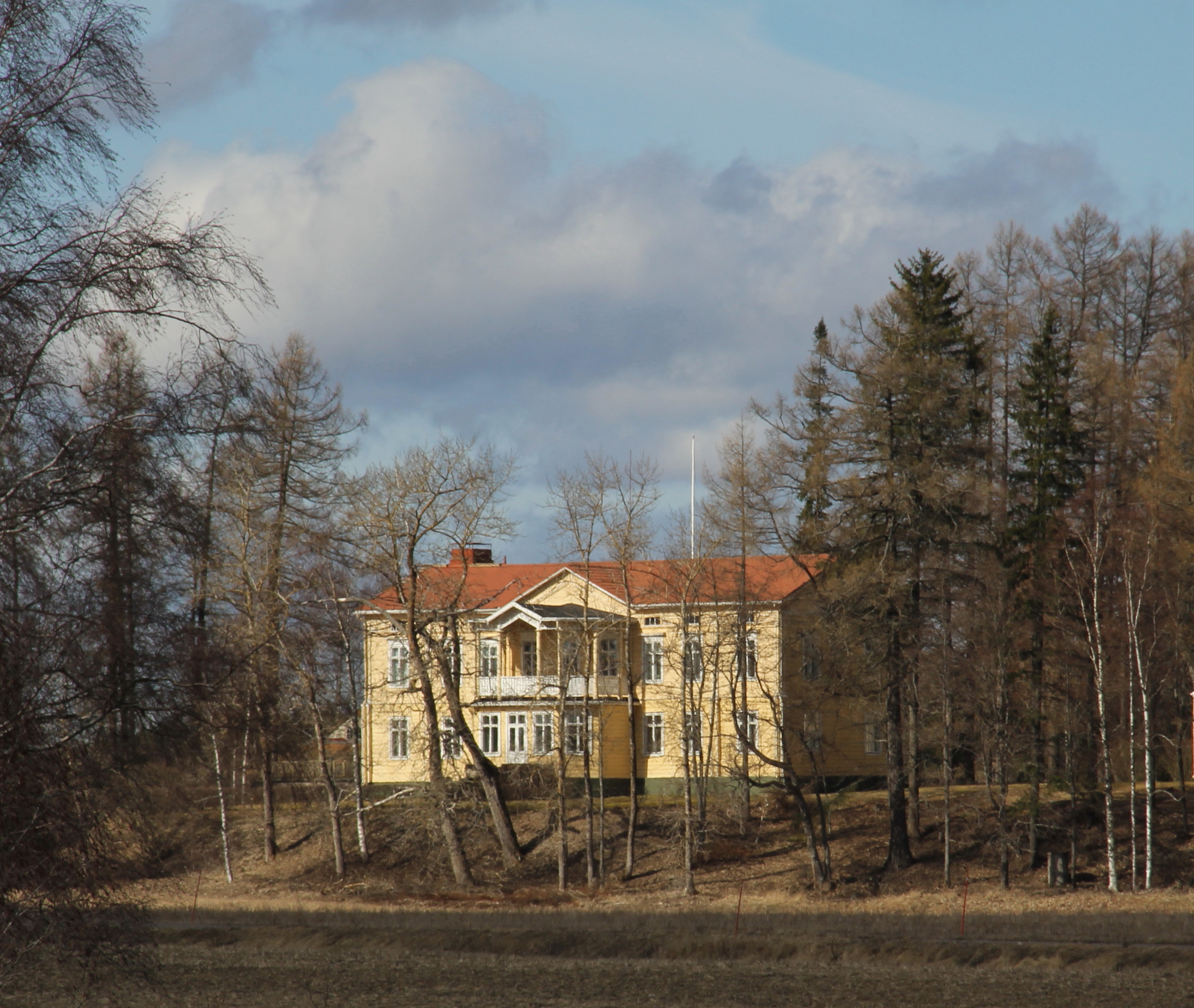
Усадьба Моммила в Хаусъярви.

Родился в 1868 году в Рауме, в семье моряка, купца и ратмана.
Летом 1910 года 41-летний Корделин познакомился с молодым юристом Ристо Рюти, работавшим адвокатом в Рауме. Возникли деловые отношения. Основанные на полном доверии, они с течением времени переросли в товарищеские отношения и, в конце концов, в дружбу.
Корделину принадлежали усадьбы Моммила и Йокиойнен, и паровая лесопилка в Репосаари на побережье близ Пори. Также он очень осмотрительно вложил средства в торговлю, кораблестроение, промышленность. Будучи бессемейным, построил себе летнюю виллу в виде средневекового замка Култаранта в Наантали (в настоящее время здание является летней резиденцией Президента Финляндии). Однако он успел провести там лишь одно лето.

## Гибель
6 ноября 1917 года Корделин праздновал свое 49-летие в своём имении в Моммила, куда накануне приехало 18 гостей, включая Ристо Рюти и его жену Герду. В тот же день по телефону было получено известие, что на железнодорожной станции Моммила высадился отряд русских матросов-большевиков. Встревоженный Кодерлин, предполагая, что матросы собираются захватить и разграбить имение, запросил охраны у руководителя Белой гвардии Лахти и получил 6 вооруженных охранников.
На следующее утро, 7 ноября, в имение явились 30 матросов, возглавляемых финским ремесленником Йоханом Скоттом (мстившим за то, что  ранее был выгнан с работы в имении), также в форме моряка. Охранники, видя неравенство сил, спрятали оружие. Матросы сначала явились в дом управляющего имением Антона Форссела, который разграбили, разломав всё что не смогли разграбить, а затем направились в главную усадьбу, куда вошли, выломав дверь. Корделин вежливо спросил моряков, кого они ищут, но не получил ответа. Тогда он столь же вежливо попросил гостей сесть и стал играть на рояле, а гости танцевать. Это поразило матросов. Корделин предлагал гостям еду, которая была в изобилии накрыта на обеденных столах, но матросы отказались, боясь что еда отравлена. Вслед за тем матросы произвели обыск, разгромив и разломав обстановку дома и уничтожив ценные произведения искусства. К полудню матросы уехали, но Йохан Скотт предложил арестовать Корделина, Форссела и охранников, что и было исполнено. Их посадили в конные экипажи и повезли на станцию Моммила, находившуюся в 9 км от имения; впереди ехал автомобиль с матросами.
В это же самое время, то есть около полудня, на станцию Моммила прибыло 34 вооруженных белогвардейца из Лахти (они прибыли так поздно, так как были задержаны из-за следовавшего в Петроград воинского поезда). С присоединившимися к ним вооруженными людьми из Кьяркко они двинулись в сторону имения и столкнулись с матросами в 3 км от станции. Началась перестрелка. Первым из арестованных был убит Форссел, попытавшийся бежать. Затем матрос подбежал к экипажу, в котором находился Корделин, и застрелил его из револьвера; также он убил сидевшего на облучке экипажа Пауля Петерссена, управляющего поместья Йокиойнен. Остальные арестованные разбежались, но двое из них (фотограф Берглунд и лесничий Койвунен) пали случайными жертвами перестрелки. Также жертвой перестрелки оказался 15-летний форейтор Йокела, умерший впоследствии в Хельсинкской хирургической больнице. Йохан Скотт был ранен и несколько дней спустя также умер.
Это трагедия, вызвавшая в Финляндии большой резонанс, известна как «Стычка в Моммила» (фин. Mommilan veriteot).

## Память
По составленному Корделином завещанию его собственность стала основой фонда культуры финского языка. Ристо Рюти исполнил завещание — создал фонд. Первые стипендии общего фонда прогресса и культуры, в настоящее время фонда Альфреда Корделина, выданы в 1920 году. В 2005 году на гранты и премии в искусстве, литературе и развитие общественного образования использовано 3,2 миллиона евро.
Убийство Корделина стало сюжетом для кинематографа. В 1973 вышел фильм «Кровопролитие в Моммила 1917» (фин. Mommilan veriteot 1917).